# Pesoz
Pesoz (Pezós en asturien) est une commune (concejo aux Asturies) située dans la communauté autonome des Asturies en Espagne. Elle est limitrophe d'Illano au nord, de Grandas de Salime au sud, d'Allande à l'est et de San Martín de Oscos à l'ouest. La paroisse civile de Pesoz est la seule de la commune et sa capitale.
Au cours des dernières années, elle a connu une importante tendance à la baisse démographique, passant sous la barre des 200 habitants en 2007. Depuis lors, elle est la deuxième commune la moins peuplée des Asturies, après Yernes y Tameza (133 hab. en 2023). 
C'est l'une des communes où l'on parle l'éonavien ou le galicien-asturien (Pesoz en éonavien : Pezós).

## Histoire
On estime que Pesoz est peuplé depuis le Néolithique. Il y avait sans doute des mines durant la romanisation.
Au XXe siècle, la création du réservoir de Salime sur le lit de la rivière Navia a eu un impact positif sur la population. Lorsque le barrage a été achevé, les habitants ont quitté Pesoz, ce qui a causé des problèmes économiques et sociaux.

## Situation
Pesoz possède un musée consacré au vin, car la vigne est cultivée dans cette région accidentée de l'ouest des Asturies. La viticulture est également pratiquée dans d'autres communes voisines.
À Pesoz, il convient également de mentionner l'église romane de Santiago et le palais de Ron, construit au XVIIe siècle pour Álvaro Díaz de Ron, descendant d'une puissante lignée très populaire. Pour les amateurs de vieilles pierres, ce sont le village médiéval d'Argul et celui abandonné d'A Paicega. 

## Galerie

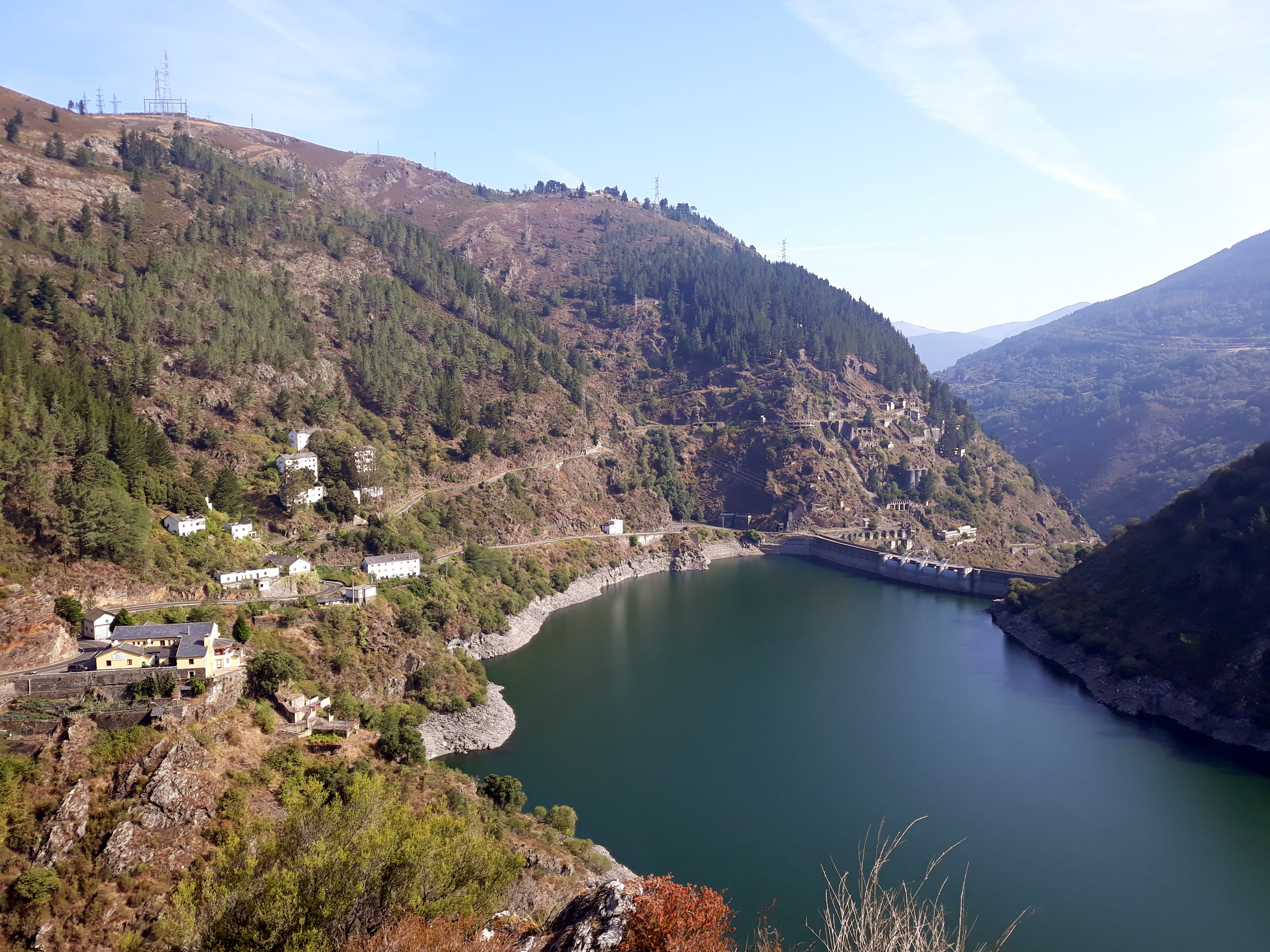
Le réservoir de Salime.
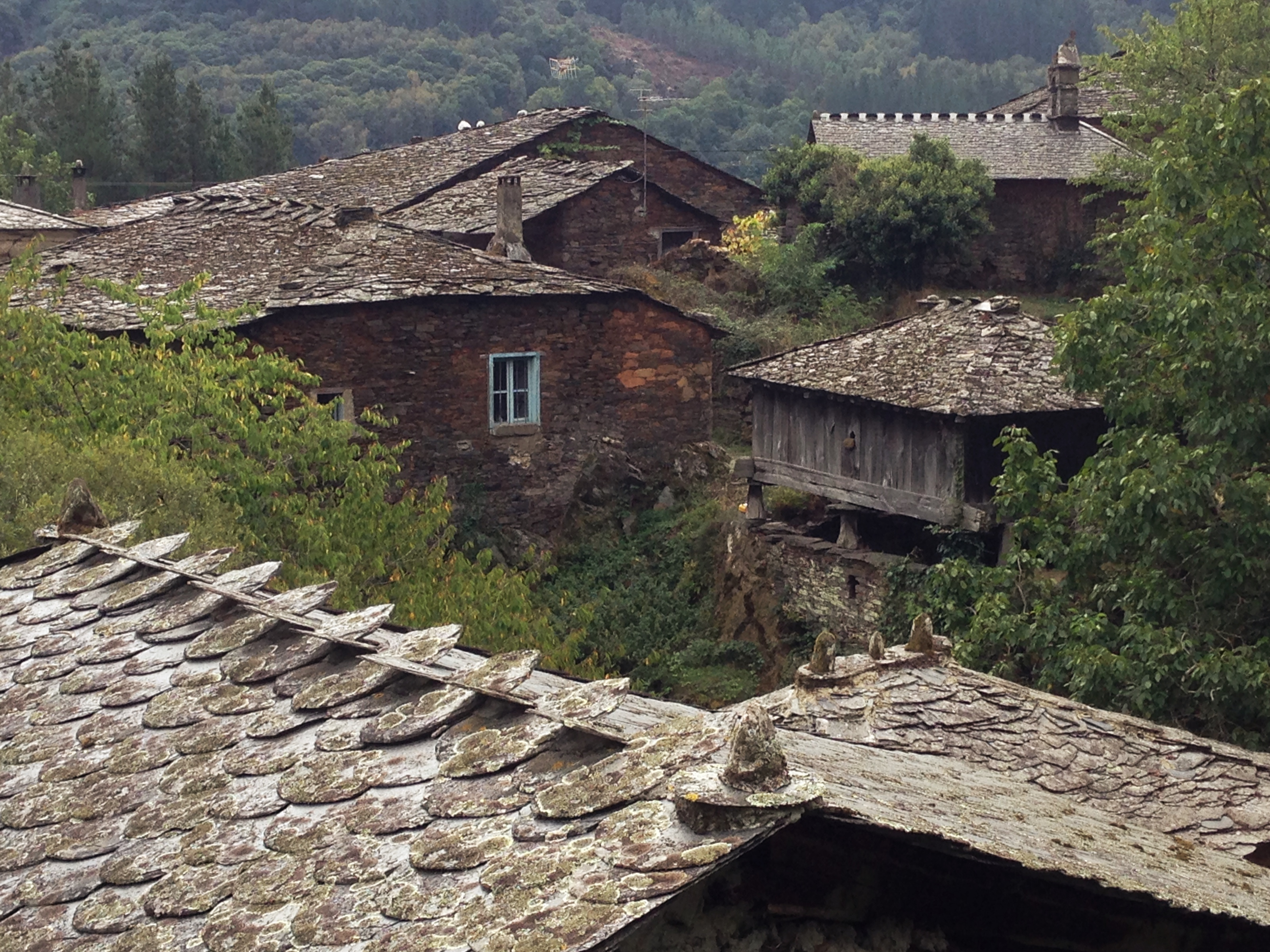
Le village médiéval d'Argul.
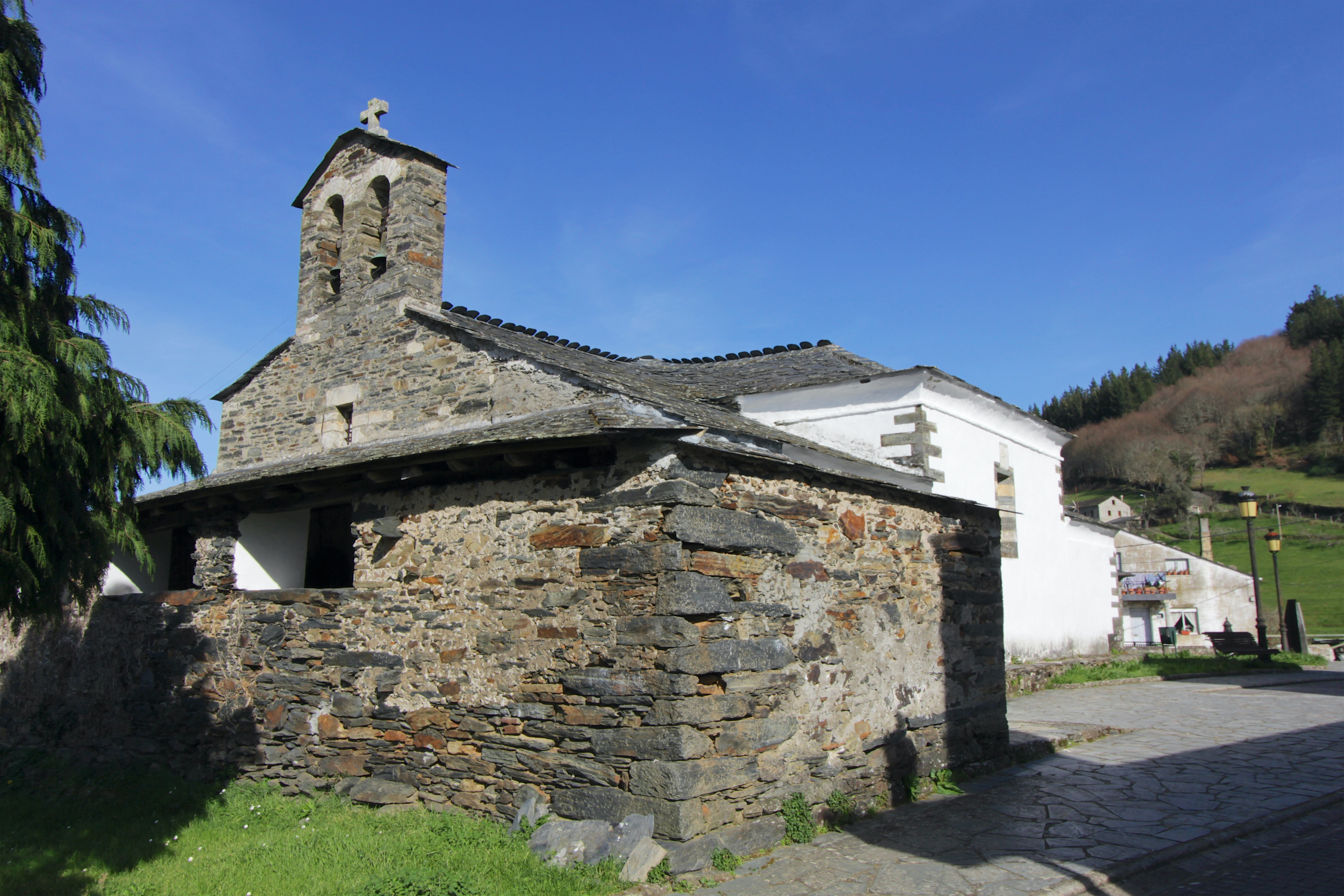
L'église romane de Santiago.